# Franz Joseph Wagner
Franz Joseph Wagner (* 10. Oktober 1886 in Wolmsdorf, Landkreis Glatz, Provinz Schlesien; † 3. Mai 1972 in Berlin-Charlottenburg) war ein deutscher Maler und Grafiker.

## Leben
Franz Joseph Wagner machte sich nach der Ausbildung mit einem Atelier in Breslau selbständig. Zu seinen Werken zähtlen Landschaftsbilder, für die er sich vor allem von der Landschaft des Glatzer Schneegebirges, aus dem er stammte, inspirieren ließ. Viele seiner Motive stammen aus der näheren Umgebung von Habelschwerdt, Bad Landeck und Wilhelmsthal. Daneben schuf er mehrere realistische Porträts von Dorfbewohnern. Die von ihm geschaffenen Grafiken erschienen zum Teil in der Zweimonatsschrift Die Grafschaft Glatz, die vom Glatzer Gebirgsverein herausgegeben wurde. Nach dem Verlust seiner Heimat infolge des Zweiten Weltkriegs ließ sich Wagner in Berlin nieder.
Wagner starb 1972 im Alter von 85 Jahren in seiner Wohnung in Berlin-Charlottenburg. Er war seit 1914 mit Anna geb. Gomolka verheiratet.
In der Ausstellung „Grafika i malarstwo pejzażowe na Ziemi Kłodzkiej w XX stuleciu“ (Graphiken und Landschaftsmalerei des 20. Jahrhunderts im Glatzer Land), die 1999 vom Muzeum Ziemi Kłodzkiej (Museum des Glatzer Landes) in Glatz veranstaltet wurde, wurden Landschaftsgemälde und Grafiken von Wagner ausgestellt.